# Lepidiota consobrina
Lepidiota consobrina là một loài bọ cánh cứng trong họ. Nó là loài gây hại của mía và có mặt ở Mossman đến Gordonvale (Queensland, Úc), thay đổi vòng đời 1 năm ở phía nam Cairns đến 2 năm ở phía bắc.

## Hình ảnh

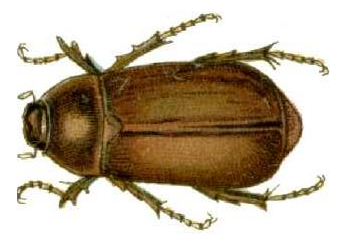